# Bailliage d'Ebikon
1472/1473–1798
Entités suivantes :
- District de Lucerne

Le bailliage d'Ebikon est un bailliage du canton de Lucerne.

## Histoire
Lucerne obtient la suzeraineté sur le bailliage en 1415. Elle achète les droits des baillis en 1472 ou 1473. À partir de cette date Lucerne nomme les baillis.

## Baillis
Les baillis sont les suivants :
- 1475 : Jakob Vollenwag[V7 1];
- 1475-1477 : Hans Sonnenberg[1];
- 1479-? : Jakob Vollenwag[V7 1];
- 1481-? : Hans Moos[2];
- 1483-1485 : Melchior Russ[3],[4];;
- 1485-1487 : Hans Marti[5],[V4 1];
- 1487-? : Ulrich Zurmühle[V7 2];
- 1491-? : Hans Kiel[V4 2];
- 1493-? : Hans Keller[V4 3] ou Hans Kœl[V4 4];
- 1496-? : Balthasar von Hertenstein[V4 5];
- 1497-1499 : Kaspar von Silenen[6],[V6 1];
- 1501-? : Dietrich Sündli[V6 2];
- 1503-? : Konrad Bergmann[V2 1];
- 1507-? : Christof Wagenmag[V7 3];
- 1509-? : Dietrich Sündli[V6 2];
- 1513-1514 : Niklaus von Meggen[7],[V4 6];
- 1521 : Jacob Schumacher[8];
- 1525-? : Christof Wagenmag[V7 3];
- 1527-? : Hans von Wil[V7 4];
- 1531-? : Jost Holdermeyer[V4 7];
- 1532-? : Jacob Feer[V3 1];
- 1533-? : Hans Jeger[V4 8];
- 1535-? : Anton d'Erlach[V3 2];
- 1537-? : Jacob Feer[V3 1];
- 1553-? : Anton Haas[V3 3];
- 1555-? : Anton Wælti[V7 5];
- 1557-? : Niklaus Krus[V4 9];
- 1561-? : Anton Wælti[V7 5];
- 1563-? : Leodegar Schumacher[V6 3];
- 1567-? : Mangold von Wil[V7 4];
- 1573-? : Kaspar Haas[V3 3];
- 1577-? : Paul Stalder[V6 4];
- 1581-? : Niklaus Bircher[V2 2];
- 1593-1595 : Moritz Anderallmend[9],[10];
- 1595-? : Rudolf Küng[V4 10];
- 1597-? : Hans Jacob von Sonnenberg[V6 5];
- 1601-1603 : Heinrich Fleckenstein[11];
- 1603-1605 : Jakob Bircher[12],[V2 2];
- 1609-1611 : Kaspar Schobinger[V6 6];
- 1611-1613 : Jacob von Sonnenberg[13]
- 1613-? : Niklaus Eokart[V2 3];
- 1619-? : Melchior zur Gilgen[V3 4];
- 1621-? : Jost Bircher[V2 2];
- 1625-? : Johann Christoph Cloos[V2 4];
- 1627-? : Balthasar Zimmermann[V7 6];
- 1629-1631 : Christoph Pfyffer[14];
- 1631-1633 : Heinrich Ludwig Segesser[13];
- 1633-? : Beat Schumacher[V6 3];
- 1635 : Johann Schwytzer[8];
- 1639-? : Leodegar von Laufen[V4 11];
- 1653-1655 : Jakob Schobinger[V6 6];
- 1659-1661 : Jost Dietrich Balthasar[15];
- 1663-1665 : Jost Karl Emanuel Cysat[16];
- 1667-? : Jost Gloggner[V3 5];
- 1671-? : Johann Melchior Schindler[V6 7];
- 1685 : Heinrich Schumacher[8];
- 1689 : Hans jakob Schindler[8];
- 1691-? : Kornel Wild[V7 7];
- 1695-? : Jost Ludwig Bircher[V2 2];
- 1697-1699 : Hans Melchior[V6 6];
- 1711-1713 : Antoni Studer[13];
- 1717-? : Josef Karl Kaepeli[V4 12];
- 1733-? : Franz Dominik Schumacher[V6 3];
- 1747-? : Chritof Xaver Goeldi[V3 6];
- 1748-? : Alois Moritz von Fleckenstein[V3 7];
- 1753-? : Beat Franz Maria Lang[V4 13];
- 1757-? : Jost Joseph Bernhard Hartmann[V3 8];
- 1759-? Beat Franz Maria Lang[V4 13];
- 1762-? : Franz Rudolph Ignaz Dürler[V2 5];
- 1763-? : Beat Franz Mari Lang[V4 13];
- 1765-? : Franz Xaver Lorenz Castoreo[V2 6];
- 1773-? : Franz Joseph Bernard zur Gilgen[V3 4];
- 1790-1792 : Johann Jost Mahler[17];